# Rincón de los Pirules
Rincón de los Pirules är en ort i kommunen San Felipe del Progreso i delstaten Mexiko i Mexiko. Samhället hade 1 219 invånare vid folkräkningen 2020.